# 鄭地海
鄭地海 （韓語：정지해，1985年3月6日—），韓國女子手球運動員，現為韓國國家女子手球隊隊員。

## 簡歷
2010年11月，鄭地海代表韓國出戰廣州亞運會，參加女子手球比賽項目，奪得銅牌。